# Mustafa 3.
Mustafa 3. (osmannisk-tyrkisk: مصطفى ثالث Muṣṭafā-yi sālis; født 28. januar 1717, død 21. januar 1774) var sultan i Det Osmanniske Rige fra 1757 til 1774. Han var søn af sultan Ahmed 3. (1703–30) og dennes ægtefælle Mihrişah Kadın. Han blev efterfulgt af sin bror Abdul Hamid 1 (1774–89).

## Opvækst
Mustafa blev født i paladset i Edirne den 28. januar 1717 som søn af Sultan Ahmed 3. og Mihrişah Kadın. Da faderen blev afsat ved et kup i 1730, blev en af Mustafas fætre indsat som sultan som Mahmud 1. og Mustafa blev sammen med sin far og sine brødre alle holdt indespærret i Topkapi-paladset. Efter Mustafas halv-bror Mehmed døde i 1756 blev Mustafa tronarving.

## Regentperiode

### Tronbestigelse
Mustafa blev indsat som sultan den 30. oktober 1757 efter hans fætter Osman 3., søn af sultan Mustafa 2., døde.

### Mustafas styre
Kort efter at have overtaget tronen viste Mustafa sin interesse for at gennemtvinge lovgivningen i Osmannerriget. Han iværksatte flere tiltage for at sikre udvikling og velstand i Konstantinopel, regulerede møntvæsenet, byggede store kornlagre, udbyggede akvædukter og udbyggede skatteopkrævningen. Han rejste ofte ud fra Konstantinopel for at sikre sig, at hans love blev overholdt.

### Alliance med Preussen
Mustafa var en beundrer af Frederik den Store og indgik i 1761 en fredstraktat med Preussen. Mustafa ønsker at modernisere sit rige og sin hær og lod flere af sine officer uddanne i Berlin. I 1763 udvekslede de to lande diplomater for første gang.

### Russisk-tyrkiske krig (1768–1774)
Den osmanniske storvisir Koca Ragıp Pasha, der var storvisir indtil 1763, søgte fredelige relationer med osmannernes naboer. Hans efterfølger Muhsinzade Mehmed Pasha fastholdt denne linje, men Mustafa ønskede krig mod Det Russiske Kejserrige som følge af russernes ekspansive politik i Kaukasus og i områderne omkring Sortehavet samt russernes involvering i Polens anliggender. Storvisiren blev herefter udskiftet i 1768, da Mustafa insisterede på krig ("Jeg vil finde en måde at ydmyge disse vantro").) Sultanen forventede en hurtig sejr over russerne, men osmannerne var dårligt forberedt på en lang krig på trods af, at der under Mustafa var sket en vis modernisering af hæren og flåden, bl.a. med fransk hjælp. Krigen blev en katastrofe for osmannerne. Den russiske hær erobrede Krim, Rumænien og dele af Bulgarien.
- Russiske styrker angriber tyrkerne under slaget om Kagul i det sydlige Bessarabien, 1770.
- Den osmanniske flåde ødelægges under Slaget ved Çeşme, 1770.

## Død
Mustafa døde af et hjerteanfald den 21. januar 1774, i Topkapipaladset og blev begravet i sit eget mausoleum i Laleli-moskeen i Konstantinopel. Han blev efterfulgt af sin bror Abdul Hamid 1.